# Saint-Pierre-de-Belleville
 Saint-Pierre-de-Belleville  es una población y comuna francesa, en la región de Ródano-Alpes, departamento de Saboya, en el distrito de Saint-Jean-de-Maurienne y cantón de Aiguebelle.

## Demografía
| 132 | 128 | 119 | 127 | 127 | 117 |
| Para los censos de 1962 a 1999 la población legal corresponde a la población sin duplicidades (Fuente: INSEE [Consultar]) |     |     |     |     |     |